# Ву Бонг
Ву Бонг (кор. 우봉선사?, 宇峰禪師?, Убон-сонса), Якоб Пёрл, (англ. Jacob Perl; 1950—2013) — дзэн-мастер школы дзэн Кван Ум.

## Биография
Якоб Пёрл родился 22 июня 1950 года в Польше, в городе Вроцлав. Когда ему было 14 лет, семья эмигрировала в США. Окончив школу, поступил в Калифорнийский университет на отделение физики. Во время учёбы в университете активно принимал участие в антивоенной деятельности против войны во Вьетнаме. Однако он быстро разочаровался в политике, неспособной, на его взгляд, изменить мир к лучшему. В возрасте 20 лет заинтересовался буддизмом и начал практиковать дзэн под руководством Сюнрю Судзуки в Сан-Франциско. Также около года изучал тибетский буддизм в центре традиции Ньингма в Беркли (Калифорния), основанном Тартангом Тулку Ринпоче. В 1972 году он встретился с дзэн-мастером Сун Саном и стал его первым учеником в Америке, окончательно выбрав буддийскую традицию. Закончил Калифорнийский университет в Беркли, получив степень бакалавра по математике. Занимался боевыми искусствами в корейской школе владения мечом Шим Гум До, получив там квалификации 4 дан и чёрный пояс.
В течение следующих лет Якоб Пёрл практиковал под руководством дзэн-мастера Сун Сана. В 1978 году помогал открыть первый дзэн-центр школы Кван Ум в Польше. В 1984 году получает статус мастера Дхармы от дзэн-мастера Сун Сана, далее помогая ему развивать учение в США и странах Европы. В 1993 году получил передачу Дхармы от Сун Сана, становится дзен-мастером корейской линии передачи учения дзэн-мастера Кён Хо и получает буддийское имя Убон (Ву Бонг). Вскоре после этого вместе с женой и ребёнком переехал в Париж, где открыл дзэн-центр. В течение следующих 20 лет являлся ведущим учителем европейской части международной школы дзэн Кван Ум, в том числе России, куда неоднократно приезжал, проводя ретриты и встречи с учениками. В 2009 году стал монахом, приняв обеты в одном из буддийских орденов Кореи и продолжал обучать людей по всему миру, Европе и Азии[стиль].
Дзэн-мастер Ву Бонг умер 17 апреля 2013 года во время проведения ретрита в парижском дзэн-центре. Преемниками в его линии передачи учения, которым он дал передачу Дхармы, являются дзэн-мастер Бон Шим и дзэн-мастер Чи Кван.